# José Carrillo de Albornoz
José Carrillo de Albornoz y Montiel (Sevilla, 8 d'octubre de 1671 - Madrid, 26 de juny de 1747) III comte de Montemar, I duc de Montemar i Gran d'Espanya fou un aristòcrata i militar partidari de Felip V durant la Guerra de Successió Espanyola. Cobrà un especial protagonisme durant la Guerra dels Catalans (1713-1714), la darrera campanya militar del conflicte.

## Biografia
Fill de Francisco Carrillo de Albornoz Esquivel i Guzmán i de la seva primera dona Leonor de Montiel i Segura. Va ser comanador de Moratalla a l'Ordre de Santiago i segon coronel del Regiment de Cavalleria de Montesa des 1706, essent brigadier l'any següent. El 1710 fou ascendit a mariscal de camp i lluità a la batalla de Villaviciosa. El 1713 fou el comandant del Campo volante de Cataluña en persecució de l'expedició del Braç Militar en el marc de la Guerra dels Catalans (1713-1714), la darrera campanya militar de la Guerra de Successió Espanyola a Catalunya. A partir del gener de 1714 les tropes del comte de Montemar s'enfrontaren en diverses ocasions contra les forces del marquès del Poal i lluità a la batalla de Talamanca. Caiguda Barcelona el 12 de setembre, Montemar es presentà a Cardona el dia 16 i dos dies després pactà la capitulació de la fortalesa amb el governador militar Manuel Desvalls i de Vergós.
Acabada la guerra va ocupar en dues ocasions la Capitania General de Catalunya entre 1722 i 1725, sent substituït en el càrrec per Guillaume de Melun, marquès de Risbourg (1725 - 1735). En aquest mateix any va ser nomenat Capità General de la Costa de Granada. El 4 d'abril de 1731 va ser nomenat capità general dels Reials Exèrcits tenint plaça de coronel de les Reials Guàrdies Espanyoles, així com director general de la Cavalleria d'Espanya des 1732. Serví com a general en cap de l'exèrcit que va reconquerir Orà. Sortí d'Alacant en l'esquadra de Francisco Cornejo amb un transport de 600 veles conduint 26.000 homes amb 110 canons i 60 morters, així com provisions i pertrets. Desembarcà a les proximitats d'Orà on van ser fustigats per 2.000 genets moros. Un cop desembarcats tots els homes van començar a prendre posicions i després d'atemorir els defensors d'Orà, que abandonaren la ciutat, l'ocupà. El 1732 va ser nomenat cavaller de l'Orde del Toisó d'Or.
Durant la Guerra de Successió de Polònia va participar en la batalla de Bitonto (25 de maig de 1734), on va arrabassar als austríacs el Regne de les Dues Sicílies. En agraïment als serveis prestats en aquesta batalla Felip V d'Espanya elevà el 1735 el comtat de Montemar a ducat, afegint-hi la Grandesa d'Espanya, per Reial Cèdula de 20 de maig d'aquest any. Posteriorment va servir com a secretari d'estat de Guerra (1737-1741), morint a Madrid el 26 de juny de 1747.